# Gleithörnchenbeutler
Die Gleithörnchenbeutler oder Eigentlichen Gleitbeutler (Petaurus) sind eine Gattung mit acht Arten aus der Familie der Gleitbeutler (Petauridae). Es handelt sich um Beutelsäuger, die ähnlich wie die nicht verwandten Gleithörnchen eine Gleitmembran zwischen den Gliedmaßen entwickelt haben. Der Name Petaurus wurde von Petaurium abgeleitet, welches das lateinische Wort für ein Sprungbrett römischer Athleten war.

## Verbreitung

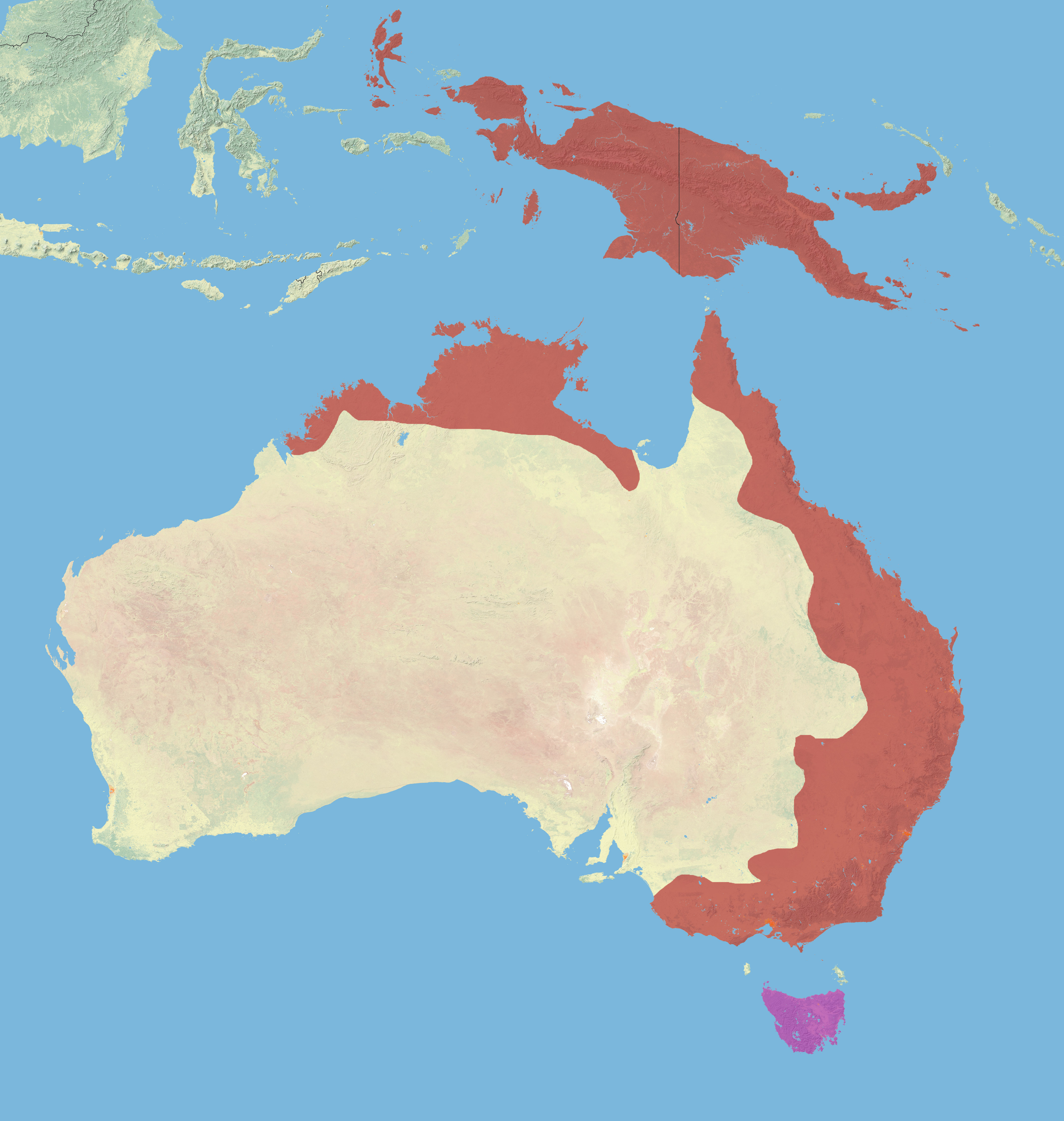
Das Verbreitungsgebiet der Gleithörnchenbeutler

Gleithörnchenbeutler sind im nördlichen und östlichen Australien, auf Neuguinea samt vorgelagerten Inseln und auf der Molukken-Insel Halmahera verbreitet.

## Beschreibung
Auffälligstes Merkmal der Gleithörnchenbeutler sind die Gleitmembranen, die von den Handgelenken bis zu den Knöcheln reichen und einfach durch Ausstrecken der Gliedmaßen entfaltet werden. Ihr seidiges Fell ist an der Oberseite graubraun gefärbt, die Unterseite ist heller, weißlich oder gelb. Entlang des Rückgrats verläuft von der Stirn bis zum Schwanz ein schwarzer Fellstrich, weitere schwarze Fellzeichnungen finden sich im Gesicht. Sie erreichen eine Kopfrumpflänge von 12 bis 32 Zentimeter und ein Gewicht von 80 bis 710 Gramm. Der Schwanz ist lang und buschig, er wird 15 bis 48 Zentimeter lang. Gleithörnchenbeutler haben gewöhnlich vier, gelegentlich zwei Milchdrüsen.

## Lebensweise
Diese Tiere sind vorwiegend Bewohner offener Waldgebiete und in erster Linie nachtaktiv. Tagsüber ziehen sie sich in ein Blätternest in einer Baumhöhle zurück. In der Nacht gehen sie auf Nahrungssuche, wobei sie über 100 Meter lange Gleitflüge unternehmen können und dank der Steuerung durch den Schwanz auch Richtungswechsel durchführen können.
Sie leben meistens in kleinen Gruppen zusammen, die sich oft aus einem monogam lebenden Paar und mehreren Generationen von Nachwuchs zusammensetzen und ein festes Revier bewohnen, das vehement gegen Eindringlinge verteidigt wird. Mittels einer Reihe von Rufen, auch während des Gleitfluges, kommunizieren die Gruppenmitglieder untereinander.

## Nahrung
Gleithörnchenbeutler sind Allesfresser, die sowohl Baumsäfte, Blüten und Nektar als auch Insekten, Spinnen und kleine Wirbeltiere zu sich nehmen.

## Fortpflanzung
Während es im Norden ihres Verbreitungsgebietes keine feste Paarungszeit gibt, fallen im Süden (im südöstlichen Australien) die meisten Geburten in den Winter oder Frühling (Juni bis November). Die Tragzeit beträgt rund 16 bis 21 Tage, die Wurfgröße eins oder zwei, selten drei. Die ersten 70 bis 100 Tage verbringen Jungtiere im Beutel der Mutter, anschließend weitere zwei Monate im Nest, wo sich beide Elternteile darum kümmern. Mit rund zwei Jahren werden sie geschlechtsreif. Das höchste bekannte Alter eines Tieres in Gefangenschaft betrug 14 Jahre.

## Arten

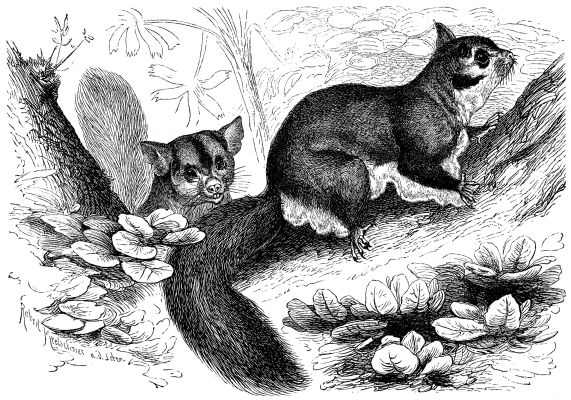
Kurzkopfgleitbeutler

- Der Nördliche Gleithörnchenbeutler (Petaurus abidi) wurde erst 1981 als Art beschrieben und ist im nördlichen Neuguinea zu finden.
- Der Nordaustralische Kurzkopf-Gleitbeutler (Petaurus ariel) kommt im nördlichen Australien vor und wurde bis Juli 2020 als Unterart von Petaurus breviceps angesehen.[2]
- Der Große Gleithörnchenbeutler (Petaurus australis) ist der größte Vertreter seiner Gattung und bewohnt ebenfalls das östliche Australien. Er ist durch die deutlich schwächeren Gesichtszeichnungen und durch eine im Allgemeinen braunere Fellfärbung gekennzeichnet.
- Der Biak-Gleithörnchenbeutler (Petaurus biacensis) ist auf Biak an der Nordwestküste Neuguineas endemisch. Er wird manchmal als Unterart des Kurzkopfgleitbeutlers betrachtet
- Der Kurzkopfgleitbeutler (Petaurus breviceps) ist die bekannteste Art. Er lebt im östlichen Australien östlich der Great Dividing Range.[2] Er zählt zu den kleinsten Vertretern seiner Gattung.
- Der Mahagoni-Gleithörnchenbeutler (Petaurus gracilis) findet sich nur einem kleinen Gebiet im nordöstlichen Queensland. Waldrodungen gefährden diese Art, deren Bestand auf nur mehr 2500 Tiere geschätzt wird und die deswegen von der IUCN als stark gefährdet eingestuft wird.
- Der Mittlere Gleithörnchenbeutler (Petaurus norfolcensis) bewohnt den ganzen Osten und Südosten Australiens. Er ähnelt dem Kurzkopfgleitbeutler, wird aber deutlich größer.
- Der Krefft-Gleithörnchenbeutler (Petaurus notatus) lebt im östlichen Australien vom nördlichen Queensland bis in den äußersten Südosten von Südaustralien und wurde auf Tasmanien eingeführt. Östlich der Great Dividing Range fehlt die Art.[2]
- Der Papua-Kurzkopf-Gleitbeutler (Petaurus papuanus) kommt auf Neuguinea, den Molukken und Neubritannien vor.[3][4]

Weitere, bisher unbeschriebene Gleithörnchenbeutlerarten soll es auf der Cape York-Halbinsel und in der zentralen Kimberley geben.
Kladogramm der Gleithörnchenbeutler:
|  | Kurzkopfgleitbeutler (P. breviceps)      |
|  |                                          |
|  | Krefft-Gleithörnchenbeutler (P. notatus) |
|  |                                          |

|  | Nordaustralischer Kurzkopf-Gleitbeutler (P. ariel)                                                                               |
|  | |
|  | \| \| Mahagoni-Gleithörnchenbeutler (P. gracilis) \| \| \| \| \| \| Mittlerer Gleithörnchenbeutler (P. norfolcensis) \| \| \| \| |
|  | |
|  | Mahagoni-Gleithörnchenbeutler (P. gracilis)                                                                                      |
|  | |
|  | Mittlerer Gleithörnchenbeutler (P. norfolcensis)                                                                                 |
|  | |

|  | Mahagoni-Gleithörnchenbeutler (P. gracilis)      |
|  |                                                  |
|  | Mittlerer Gleithörnchenbeutler (P. norfolcensis) |
|  |                                                  |

|  | Nordaustralischer Kurzkopf-Gleitbeutler (P. ariel)                                                                               |
|  | |
|  | \| \| Mahagoni-Gleithörnchenbeutler (P. gracilis) \| \| \| \| \| \| Mittlerer Gleithörnchenbeutler (P. norfolcensis) \| \| \| \| |
|  | |
|  | Mahagoni-Gleithörnchenbeutler (P. gracilis)                                                                                      |
|  | |
|  | Mittlerer Gleithörnchenbeutler (P. norfolcensis)                                                                                 |
|  | |

|  | Mahagoni-Gleithörnchenbeutler (P. gracilis)      |
|  |                                                  |
|  | Mittlerer Gleithörnchenbeutler (P. norfolcensis) |
|  |                                                  |

|  | Kurzkopfgleitbeutler (P. breviceps)      |
|  |                                          |
|  | Krefft-Gleithörnchenbeutler (P. notatus) |
|  |                                          |

|  | Nordaustralischer Kurzkopf-Gleitbeutler (P. ariel)                                                                               |
|  | |
|  | \| \| Mahagoni-Gleithörnchenbeutler (P. gracilis) \| \| \| \| \| \| Mittlerer Gleithörnchenbeutler (P. norfolcensis) \| \| \| \| |
|  | |
|  | Mahagoni-Gleithörnchenbeutler (P. gracilis)                                                                                      |
|  | |
|  | Mittlerer Gleithörnchenbeutler (P. norfolcensis)                                                                                 |
|  | |

|  | Mahagoni-Gleithörnchenbeutler (P. gracilis)      |
|  |                                                  |
|  | Mittlerer Gleithörnchenbeutler (P. norfolcensis) |
|  |                                                  |

|  | Nordaustralischer Kurzkopf-Gleitbeutler (P. ariel)                                                                               |
|  | |
|  | \| \| Mahagoni-Gleithörnchenbeutler (P. gracilis) \| \| \| \| \| \| Mittlerer Gleithörnchenbeutler (P. norfolcensis) \| \| \| \| |
|  | |
|  | Mahagoni-Gleithörnchenbeutler (P. gracilis)                                                                                      |
|  | |
|  | Mittlerer Gleithörnchenbeutler (P. norfolcensis)                                                                                 |
|  | |

|  | Mahagoni-Gleithörnchenbeutler (P. gracilis)      |
|  |                                                  |
|  | Mittlerer Gleithörnchenbeutler (P. norfolcensis) |
|  |                                                  |

|  | Kurzkopfgleitbeutler (P. breviceps)      |
|  |                                          |
|  | Krefft-Gleithörnchenbeutler (P. notatus) |
|  |                                          |

|  | Nordaustralischer Kurzkopf-Gleitbeutler (P. ariel)                                                                               |
|  | |
|  | \| \| Mahagoni-Gleithörnchenbeutler (P. gracilis) \| \| \| \| \| \| Mittlerer Gleithörnchenbeutler (P. norfolcensis) \| \| \| \| |
|  | |
|  | Mahagoni-Gleithörnchenbeutler (P. gracilis)                                                                                      |
|  | |
|  | Mittlerer Gleithörnchenbeutler (P. norfolcensis)                                                                                 |
|  | |

|  | Mahagoni-Gleithörnchenbeutler (P. gracilis)      |
|  |                                                  |
|  | Mittlerer Gleithörnchenbeutler (P. norfolcensis) |
|  |                                                  |

|  | Nordaustralischer Kurzkopf-Gleitbeutler (P. ariel)                                                                               |
|  | |
|  | \| \| Mahagoni-Gleithörnchenbeutler (P. gracilis) \| \| \| \| \| \| Mittlerer Gleithörnchenbeutler (P. norfolcensis) \| \| \| \| |
|  | |
|  | Mahagoni-Gleithörnchenbeutler (P. gracilis)                                                                                      |
|  | |
|  | Mittlerer Gleithörnchenbeutler (P. norfolcensis)                                                                                 |
|  | |

|  | Mahagoni-Gleithörnchenbeutler (P. gracilis)      |
|  |                                                  |
|  | Mittlerer Gleithörnchenbeutler (P. norfolcensis) |
|  |                                                  |

|  | Kurzkopfgleitbeutler (P. breviceps)      |
|  |                                          |
|  | Krefft-Gleithörnchenbeutler (P. notatus) |
|  |                                          |

|  | Nordaustralischer Kurzkopf-Gleitbeutler (P. ariel)                                                                               |
|  | |
|  | \| \| Mahagoni-Gleithörnchenbeutler (P. gracilis) \| \| \| \| \| \| Mittlerer Gleithörnchenbeutler (P. norfolcensis) \| \| \| \| |
|  | |
|  | Mahagoni-Gleithörnchenbeutler (P. gracilis)                                                                                      |
|  | |
|  | Mittlerer Gleithörnchenbeutler (P. norfolcensis)                                                                                 |
|  | |

|  | Mahagoni-Gleithörnchenbeutler (P. gracilis)      |
|  |                                                  |
|  | Mittlerer Gleithörnchenbeutler (P. norfolcensis) |
|  |                                                  |

|  | Nordaustralischer Kurzkopf-Gleitbeutler (P. ariel)                                                                               |
|  | |
|  | \| \| Mahagoni-Gleithörnchenbeutler (P. gracilis) \| \| \| \| \| \| Mittlerer Gleithörnchenbeutler (P. norfolcensis) \| \| \| \| |
|  | |
|  | Mahagoni-Gleithörnchenbeutler (P. gracilis)                                                                                      |
|  | |
|  | Mittlerer Gleithörnchenbeutler (P. norfolcensis)                                                                                 |
|  | |

|  | Mahagoni-Gleithörnchenbeutler (P. gracilis)      |
|  |                                                  |
|  | Mittlerer Gleithörnchenbeutler (P. norfolcensis) |
|  |                                                  |

|  | Kurzkopfgleitbeutler (P. breviceps)      |
|  |                                          |
|  | Krefft-Gleithörnchenbeutler (P. notatus) |
|  |                                          |

|  | Nordaustralischer Kurzkopf-Gleitbeutler (P. ariel)                                                                               |
|  | |
|  | \| \| Mahagoni-Gleithörnchenbeutler (P. gracilis) \| \| \| \| \| \| Mittlerer Gleithörnchenbeutler (P. norfolcensis) \| \| \| \| |
|  | |
|  | Mahagoni-Gleithörnchenbeutler (P. gracilis)                                                                                      |
|  | |
|  | Mittlerer Gleithörnchenbeutler (P. norfolcensis)                                                                                 |
|  | |

|  | Mahagoni-Gleithörnchenbeutler (P. gracilis)      |
|  |                                                  |
|  | Mittlerer Gleithörnchenbeutler (P. norfolcensis) |
|  |                                                  |

|  | Nordaustralischer Kurzkopf-Gleitbeutler (P. ariel)                                                                               |
|  | |
|  | \| \| Mahagoni-Gleithörnchenbeutler (P. gracilis) \| \| \| \| \| \| Mittlerer Gleithörnchenbeutler (P. norfolcensis) \| \| \| \| |
|  | |
|  | Mahagoni-Gleithörnchenbeutler (P. gracilis)                                                                                      |
|  | |
|  | Mittlerer Gleithörnchenbeutler (P. norfolcensis)                                                                                 |
|  | |

|  | Mahagoni-Gleithörnchenbeutler (P. gracilis)      |
|  |                                                  |
|  | Mittlerer Gleithörnchenbeutler (P. norfolcensis) |
|  |                                                  |

|  | Kurzkopfgleitbeutler (P. breviceps)      |
|  |                                          |
|  | Krefft-Gleithörnchenbeutler (P. notatus) |
|  |                                          |

|  | Nordaustralischer Kurzkopf-Gleitbeutler (P. ariel)                                                                               |
|  | |
|  | \| \| Mahagoni-Gleithörnchenbeutler (P. gracilis) \| \| \| \| \| \| Mittlerer Gleithörnchenbeutler (P. norfolcensis) \| \| \| \| |
|  | |
|  | Mahagoni-Gleithörnchenbeutler (P. gracilis)                                                                                      |
|  | |
|  | Mittlerer Gleithörnchenbeutler (P. norfolcensis)                                                                                 |
|  | |

|  | Mahagoni-Gleithörnchenbeutler (P. gracilis)      |
|  |                                                  |
|  | Mittlerer Gleithörnchenbeutler (P. norfolcensis) |
|  |                                                  |

|  | Nordaustralischer Kurzkopf-Gleitbeutler (P. ariel)                                                                               |
|  | |
|  | \| \| Mahagoni-Gleithörnchenbeutler (P. gracilis) \| \| \| \| \| \| Mittlerer Gleithörnchenbeutler (P. norfolcensis) \| \| \| \| |
|  | |
|  | Mahagoni-Gleithörnchenbeutler (P. gracilis)                                                                                      |
|  | |
|  | Mittlerer Gleithörnchenbeutler (P. norfolcensis)                                                                                 |
|  | |

|  | Mahagoni-Gleithörnchenbeutler (P. gracilis)      |
|  |                                                  |
|  | Mittlerer Gleithörnchenbeutler (P. norfolcensis) |
|  |                                                  |

|  | Kurzkopfgleitbeutler (P. breviceps)      |
|  |                                          |
|  | Krefft-Gleithörnchenbeutler (P. notatus) |
|  |                                          |

|  | Nordaustralischer Kurzkopf-Gleitbeutler (P. ariel)                                                                               |
|  | |
|  | \| \| Mahagoni-Gleithörnchenbeutler (P. gracilis) \| \| \| \| \| \| Mittlerer Gleithörnchenbeutler (P. norfolcensis) \| \| \| \| |
|  | |
|  | Mahagoni-Gleithörnchenbeutler (P. gracilis)                                                                                      |
|  | |
|  | Mittlerer Gleithörnchenbeutler (P. norfolcensis)                                                                                 |
|  | |

|  | Mahagoni-Gleithörnchenbeutler (P. gracilis)      |
|  |                                                  |
|  | Mittlerer Gleithörnchenbeutler (P. norfolcensis) |
|  |                                                  |

|  | Nordaustralischer Kurzkopf-Gleitbeutler (P. ariel)                                                                               |
|  | |
|  | \| \| Mahagoni-Gleithörnchenbeutler (P. gracilis) \| \| \| \| \| \| Mittlerer Gleithörnchenbeutler (P. norfolcensis) \| \| \| \| |
|  | |
|  | Mahagoni-Gleithörnchenbeutler (P. gracilis)                                                                                      |
|  | |
|  | Mittlerer Gleithörnchenbeutler (P. norfolcensis)                                                                                 |
|  | |

|  | Mahagoni-Gleithörnchenbeutler (P. gracilis)      |
|  |                                                  |
|  | Mittlerer Gleithörnchenbeutler (P. norfolcensis) |
|  |                                                  |

|  | Kurzkopfgleitbeutler (P. breviceps)      |
|  |                                          |
|  | Krefft-Gleithörnchenbeutler (P. notatus) |
|  |                                          |

|  | Nordaustralischer Kurzkopf-Gleitbeutler (P. ariel)                                                                               |
|  | |
|  | \| \| Mahagoni-Gleithörnchenbeutler (P. gracilis) \| \| \| \| \| \| Mittlerer Gleithörnchenbeutler (P. norfolcensis) \| \| \| \| |
|  | |
|  | Mahagoni-Gleithörnchenbeutler (P. gracilis)                                                                                      |
|  | |
|  | Mittlerer Gleithörnchenbeutler (P. norfolcensis)                                                                                 |
|  | |

|  | Mahagoni-Gleithörnchenbeutler (P. gracilis)      |
|  |                                                  |
|  | Mittlerer Gleithörnchenbeutler (P. norfolcensis) |
|  |                                                  |

|  | Nordaustralischer Kurzkopf-Gleitbeutler (P. ariel)                                                                               |
|  | |
|  | \| \| Mahagoni-Gleithörnchenbeutler (P. gracilis) \| \| \| \| \| \| Mittlerer Gleithörnchenbeutler (P. norfolcensis) \| \| \| \| |
|  | |
|  | Mahagoni-Gleithörnchenbeutler (P. gracilis)                                                                                      |
|  | |
|  | Mittlerer Gleithörnchenbeutler (P. norfolcensis)                                                                                 |
|  | |

|  | Mahagoni-Gleithörnchenbeutler (P. gracilis)      |
|  |                                                  |
|  | Mittlerer Gleithörnchenbeutler (P. norfolcensis) |
|  |                                                  |